# 映画の達人2
映画の達人2 End Credits（ えいがのたつじん2 ）は、フジテレビで2009年4月から9月まで、土曜日25:50～26:20（日曜日未明、JST）と日本映画専門チャンネルでも放送している映画のエンドロールについて取材する深夜番組。

## 概要
- 毎回ひとつの職種をテーマに、映画のエンド・クレジットに潜む様々な形の「プロ」のお仕事を取材。そのプロの製作現場のドキュメンタリーと映画のメイキング映像を重ね合わせることで、映画の魅力を伝える。映画に携わっているスタッフの現場を知ることで、作品をより豊かに見る楽しみ方を提案する番組。
- 番組の目的は、映画の楽しさを視聴者に知ってもらい、映画ファン層の拡大や映画界全体のブームアップなどを図っていくこと。
- 毎回、番組の最後に「邦画の達人」というミニコーナーがつく。

## 放送時間
- フジテレビ　毎週土曜日25:50～26:20
- 日本映画専門チャンネル

## テーマ一覧
- 第01回　「監督」（2009年4月11日OA）

ゲスト：ダニー・ボイル
- 第02回　「ドルビー」（2009年4月17日OA）

ゲスト：河東努
- 第03回　「デジタル・カラー・グレーディング」（2009年4月23日OA）

ゲスト：阿部悦明（イマジカ）
- 第04回　「モデリング・スーパーバイザー」（2009年5月2日OA）

ゲスト：宮本浩史
- 第05回　「特撮監督」（2009年5月9日OA）

ゲスト：佛田洋（特撮研究所）
- 第06回　「衣裳」（2009年5月16日OA）

ゲスト：田中まゆみ（松竹衣裳）
- 第07回　「予告編ディレクター」（2009年5月23日OA）

ゲスト：里謙二郎（GAL）
- 第08回　「グラフィックデザイナー」（2009年5月30日OA）

ゲスト：大城仁（東宝AD）
- 第09回　「パナビジョン」（2009年6月6日OA）

ゲスト：宮城島卓夫

## 出演者
- 宅間孝行
- 大和田美帆
- 秋元優里
- 塩原恒夫

## スタッフ
- 構成：平岡秀章
- 撮影：永澤剛
- 音声：玉城善彦
- MA：小林祐二
- 音効：赤座聡子
- 編集/デザイン：古里泰司
- システム：前田優
- メイク：葉山三紀子
- 編成：立松嗣章
- 広報：遠藤恵（フジテレビ）
- AP：稲葉直人、大坪加奈、上原梓
- FD：伊藤史
- AD：川崎剛
- 演出：尾形竜太
- プロデューサー：関口大輔、古郡真也
- 制作協力：FILM LLP